# Consell Assessor per a l'impuls d'un Fòrum Cívic i Social pel Debat Constituent
El Consell Assessor per a l'impuls d'un Fòrum Cívic i Social pel Debat Constituent va ser un òrgan del Govern de Catalunya encarregat de preparar les tasques d'anàlisi, articulació i creació d'un Fòrum Cívic i Social per fer el Debat Constituent.
El Consell està encapçalat per una presidència, una vicepresidència i una secretaria. El president és el cantautor Lluís Llach, que fou el president de la Comissió d'Estudi del Procés Constituent del Parlament de Catalunya. La vicepresidenta és Marta Rovira i el secretari Jordi Domingo. Els vocals del Consell són: Francina Alsina, Antonio Baños, Montserrat Castellà, Carmina Castellví, Albano Dante Fachin, Maria Dolors Feliu, Ada Ferrer, Josep Maria Ganyet, Jaume López, Àngels Martínez, Emili Medan, Albert Noguera, Montserrat Palau, Miquel Puig, Gabriela Serra i Bea Talegón.
El govern de la Generalitat va aprovar suprimir el Consell Assessor per a l'impuls d'un Fòrum Cívic i Social pel Debat Constituent l'1 d'agost de 2019.

## Fòrum Cívic i Social

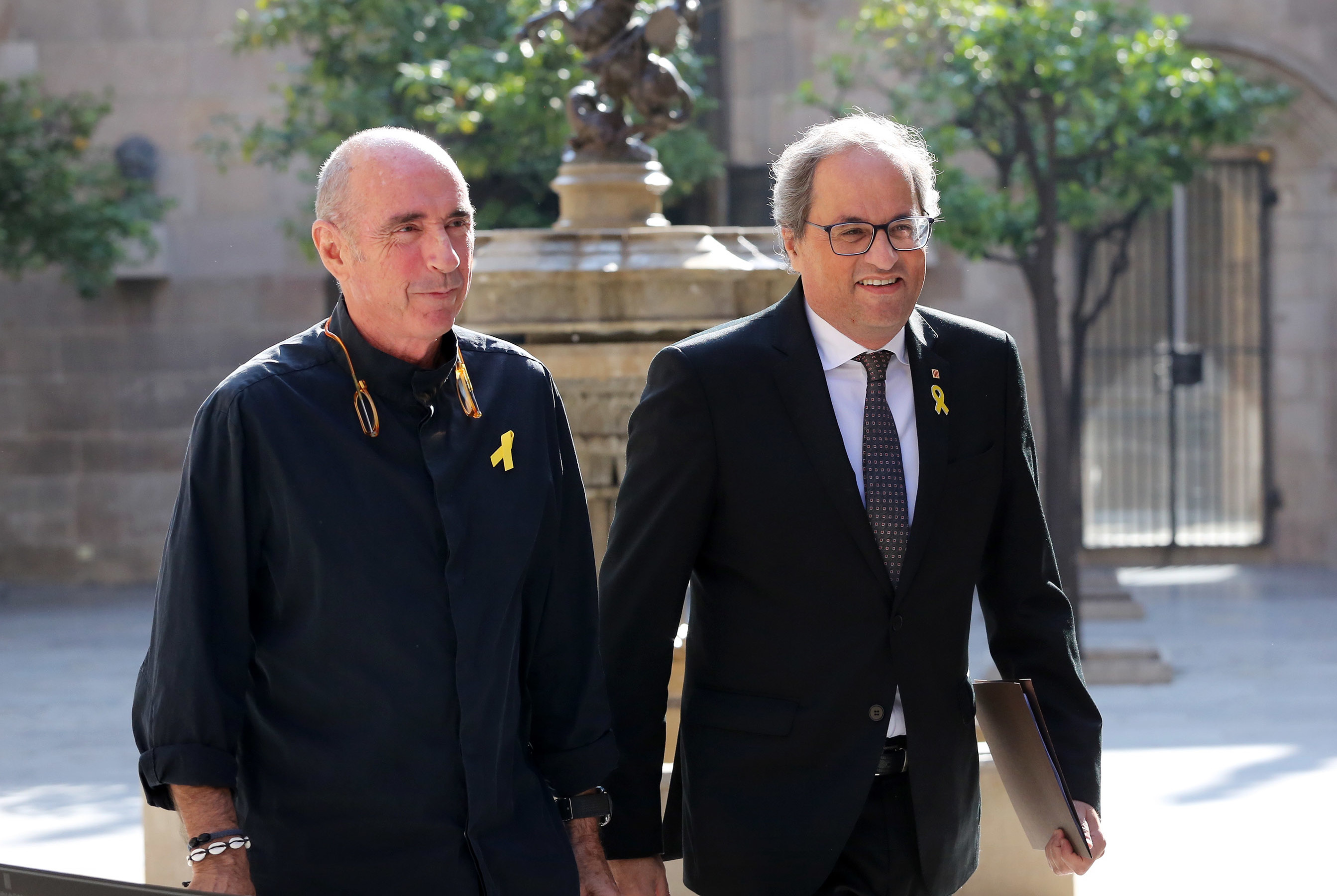
El president Torra, acompanyat de Lluís Llach, en la presentació del Consell.

El Fòrum Cívic i Social té com a missió promoure el debat constituent a Catalunya. Els seus objectius són pensar, debatre i elaborar les bases i els principis generals del model de país de la República Catalana.